# Amelio Robles Ávila
Amelio Robles Ávila est un colonel de la révolution mexicaine né le 3 novembre 1889 et mort le 9 décembre 1984. Assigné femme à la naissance sous le nom d'Amelia Robles Ávila, Robles combat pendant la Révolution mexicaine, atteint le grade de colonel et vit ouvertement comme un homme, de 24 ans jusqu'à sa mort à 95 ans.

## Biographie
Robles naît le 3 novembre 1889 à Xochipala, Guerrero, ses parents sont Casimiro Robles et Josefa Ávila,,. Casimiro Robles est un riche fermier qui possède 42 hectares de terres et une petite usine de mezcal. Robles a un frère et une sœur, plus âgés que lui, Teódulo et Prisca. Robles a trois ans lorsque son père meurt et quelques années plus tard, sa mère épouse Jesús Martinez, l'un des ouvriers du ranch qui s'occupe du bétail,. Josefa et Jesús ont trois autres enfants, Luis, Concepción et Jesús Martínez Avila. Le couple élève les enfants dans la religion catholique. Robles étudie jusqu'en quatrième année à l'école pour jeunes filles de Chilpancingo.
Dès son plus jeune âge, Robles montre un intérêt pour les activités considérées comme masculines, apprenant à apprivoiser les chevaux et à manier les armes, et devenant un excellent tireur d'élite et cavalier émérite. Avant de rejoindre l'armée, il est trésorier dans un club Maderistas à Xochipala.

## Carrière militaire
Robles rejoint l'armée en 1911 ou 1912.
Entre août et novembre 1911, Robles est envoyé dans le golfe du Mexique dans le cadre d'une commission afin d'obtenir de l'argent des compagnies pétrolières pour la cause révolutionnaire. Deux ans plus tard, Robles commence à s'habiller en homme et exige d'être traité comme tel. Robles n'est pas le seul à être une femme assignée se présentant comme un homme dans l'armée mexicaine à l'époque. Maria de la Luz Barrera et Ángel(a) Jiménez adoptent également des identités masculines pendant la guerre. De 1913 à 1918, Robles combat en tant qu'« el coronel Robles » avec l'Armée de libération du Sud (en) (zapatistes) sous le commandement de Jesús H. Salgado, Heliodoro Castillo et Encarnación Díaz. Robles gagne le respect de ses pairs et de ses supérieurs en tant que chef militaire compétent.
En 1919, quelque temps après la mort d'Emiliano Zapata, Robles et 315 hommes sous son commandement rejoignent les forces d'Alvaro Obregón et, en 1920, combattent avec eux lors de la Révolte de Agua Prieta (en) qui met fin au gouvernement de Venustiano Carranza.
Après la phase militaire de la Révolution, Robles soutient le général révolutionnaire Álvaro Obregón lorsque ce dernier devient président du Mexique en 1920-1924 ; Robles combat avec les forces d'Obregón pour réprimer la rébellion de 1923 d'Adolfo de la Huerta. Lorsque Robles s'installe à Iguala pendant un certain temps après la révolution, un groupe d'hommes l'attaque en voulant révéler son anatomie; il en tue deux en légitime défense. En 1939, il soutient Almazán à l'élection présidentielle.
En 1948, Robles reçoit le certificat médical requis pour entrer officiellement dans la Confédération des anciens combattants de la Révolution. L'examen médical confirme que Robles a reçu six blessures par balle.

## Prix
En 1970, le secrétaire mexicain à la Défense nationale reconnait Robles comme vétéran de la Révolution. Vers la fin de sa vie, Robles reçoit diverses décorations reconnaissant un service militaire distingué : une décoration en tant que vétéran de la Révolution mexicaine et la Légion d'honneur mexicaine ; en 1973 ou 1974, Robles est également décoré du prix du mérite révolutionnaire.

## Vie privée
Selon l'historienne Gabriela Cano Ortega (en), Robles adopte une identité masculine non pas comme stratégie de survie mais à cause d'un fort désir d'être un homme,. L'identité masculine de Robles est acceptée par sa famille, la société et le gouvernement mexicain, et Robles vit comme un homme de l'âge de 24 ans jusqu'à sa mort. Selon un ancien voisin, si quelqu'un traitait Robles de femme ou « Doña », il le menaçait avec un pistolet. Robles a donc été qualifié par les historiens de transgenre,,,.
Robles rencontre Ángela Torres à Apipilulco dans les années 1930, et ils se marient plus tard,. Ils adoptent une fille ensemble, Regula Robles Torres. Selon Horacio Legrás sa femme et sa fille s'éloignent ensuite de Robles.
Sur son lit de mort, Robles aurait fait deux demandes : recevoir les honneurs pour son service militaire et être habillé en femme afin de recommander son âme à Dieu,. Cette dernière demande n'a cependant jamais été confirmée, et le certificat de décès de Robles indique qu'il a perdu la capacité de parler plus d'un an avant de mourir.
Robles meurt le 9 décembre 1984, à l'âge de 95 ans.